# どっきり花嫁の記
『どっきり花嫁の記』（どっきりはなよめのき）は、与謝野道子による随筆である。『どっきり花嫁』のタイトルで2度テレビドラマ化されている。

## 概要
与謝野晶子の次男・与謝野秀に嫁いだ道子の目から見た、姑とその家族の物語。与謝野家に嫁いだ道子は、姑・晶子の女性活動家としての生き方と、秀の兄弟のあまりの多さにどっきりする。

## 書籍
- 与謝野道子『どっきり花嫁の記』主婦の友社、1967年、252頁。 全国書誌番号:67009569 NDLJP:1348487
- 与謝野道子『どっきり花嫁の記:はは与謝野晶子』 主婦の友社、1982年、253頁。 ISBN 978-4079159234

## TVドラマ

### TBS版
1968年12月8日、「6月のカラー月間」と題して1969年6月1日、同年10月12日、いずれも『どっきり花嫁』のタイトルで、TBS系「東芝日曜劇場」枠にて放送された。

#### キャスト
- 道子 - 若尾文子
- 児玉清
- 宝生あやこ
- 長谷川裕見子
- 坂内有正 - 清水将夫
- 文人 - 梅野泰靖
- 風見章子
- 石川さゆり(女優)
- 柚木れい子
- 矢口純
- 水野久美
- 臼間香世
- 佐久間真由美

#### スタッフ
- 演出 - 山本和夫
- 脚本 - 橋田壽賀子

### 東海テレビ版
『どっきり花嫁-わが母 与謝野晶子-』のタイトルで、1982年1月4日から4月9日まで東海テレビの昼ドラマ枠にて放送された。

#### キャスト
- 深水真紀子
- 与謝野晶子 - 加藤治子
- 岩本多代
- 中島久之

#### スタッフ
- 演出 - 橋本信也、大西博彦
- 脚本 - 稲葉明子

| 東海テレビ制作 昼ドラマ                     | 東海テレビ制作 昼ドラマ                                 | 東海テレビ制作 昼ドラマ                      |
| 前番組                                      | 番組名                                                  | 次番組                                       |
| ------------------------------------------- | ------------------------------------------------------- | -------------------------------------------- |
| 続・ぬかるみの女 （1981.9.28 - 1981.12.29） | どっきり花嫁-わが母 与謝野晶子- （1982.1.4 - 1982.4.9） | イエスとノンの物語 （1982.4.12 - 1982.7.30） |